# Robert II van Artesië

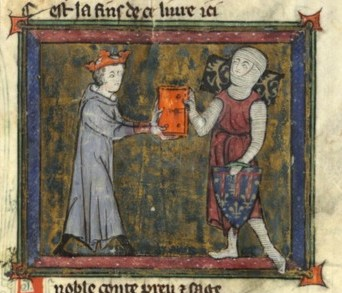
Robert II

Robert II (?, 17 september 1250 – Kortrijk, 11 juli 1302) was een postume zoon van graaf Robert I van Artesië en Machteld van Brabant (en dus een kleinzoon van koning Lodewijk VIII van Frankrijk). Hij was graaf van Artesië van zijn geboorte. Hij was, net zoals Jacob van Châtillon, de landvoogd van Vlaanderen, een oom van de toenmalige koningin van Frankrijk, Johanna van Navarra.

## Levensloop
In 1270 nam Robert deel aan de Achtste Kruistocht naar Tunis. Hij verbleef ook lange tijd in Italië. Vanuit Napels keerde hij in 1288 kort terug om in zijn kasteel van Hesdin de Franse koning en koningin te ontvangen. Tegen 1292 keerde Robert definitief terug in gezelschap van Rinaldo Crignetti di Barletta, in het Frans Renaud Coignet. Deze architect nam het bestuur van het graafschap waar, kocht grote stukken grond om het park uit te breiden en ontwierp er gebouwen. In 1299 vluchtte Crignetti naar Italië vanwege beschuldigingen van afpersing en vervalsing.
In de zomer van 1295 werd Robert er door de koning Filips IV van Frankrijk op uitgestuurd om graaf Floris V van Holland te werven voor de Franse partij, in de strijd tegen koning Edward I van Engeland. Floris liep in januari 1296 over naar de Franse kant, wat waarschijnlijk de belangrijkste oorzaak is geweest van zijn dood op 27 juni 1296. In 1296 versloeg Robert de Engelsen in Aquitanië. Daarna brak de Frans-Vlaamse Oorlog uit. Hij versloeg op 20 augustus 1297 de Vlamingen in Bulskamp bij Veurne, waarna de Fransen het graafschap bezetten. In die slag raakte zijn zoon Filips dodelijk gewond.

### Guldensporenslag
In Frankrijk werd Robert beschouwd als de beste krijgsheer van zijn tijd. Hij was de bevelhebber van het Franse leger dat in Kortrijk een smadelijke nederlaag opliep tegen de Vlamingen tijdens de Guldensporenslag in 1302. Lodewijk van Velthem gaf een uitgebreid en smeuïg relaas van zijn dood. Tijdens de slag zou hij diep in de Vlaamse rangen zijn doorgedrongen richting Gwijde van Namen en een stuk uit diens banier hebben gescheurd. Daarna werd hij echter door Willem van Saeftinghe met een goedendag van zijn strijdros Morel geslagen, en ook zijn paard werd geveld. Hij zou zich hebben willen overgeven en ook gevraagd hebben om zijn paard te sparen, maar de Vlamingen kenden geen genade en sloegen hem dood. Zijn tong zou zijn uitgesneden door een Bruggeling en als wildgebraad zijn aangeboden aan heer Jan van der Marct. Volgens de monniken die hem begroeven had hij meer dan dertig verwondingen opgelopen.
Historici stellen zich vragen bij het feit dat hij tijdens die slag zijn cavalerie een aanval liet inzetten dwars over de Grote Beek en de Groeningebeek. Dit terrein bleek namelijk zo drassig dat het de Franse aanval afremde, zodat de Vlaamse linies de ruiters makkelijk konden uitschakelen. Hij moet deze plek nochtans gekend hebben, aangezien hij meermaals in Kortrijk had verbleven bij zijn tante, gravin Beatrijs, die in de Kortrijkse burcht woonde.
Hij werd begraven in de Abdij van Maubuisson (Frankrijk).

## Huwelijken en kinderen
Robert was in 1262 getrouwd met Amicie van Courtenay (1250-1275). Het echtpaar kreeg negen kinderen. In 1277 hertrouwde Robert met Agnes II van Nevers (1237-1288), dochter van Archambald IX van Bourbon. Een derde huwelijk vond plaats met Margaretha van Avesnes (-1342), dochter van graaf Jan I van Henegouwen.
Robert was vader van onder anderen:
- Filips van Artesië (1269-1298), de vader van pretendent Robert III van Artesië
- Mathilde (1270-1329)
- Robert (1271-1272).

## Voorouders
| Voorouders van Robert II van Artesië (1250-1302) | Voorouders van Robert II van Artesië (1250-1302)                               | Voorouders van Robert II van Artesië (1250-1302)                               | Voorouders van Robert II van Artesië (1250-1302)                               | Voorouders van Robert II van Artesië (1250-1302)                               | Voorouders van Robert II van Artesië (1250-1302)                         | Voorouders van Robert II van Artesië (1250-1302)                         | Voorouders van Robert II van Artesië (1250-1302)                         | Voorouders van Robert II van Artesië (1250-1302)                         |
| ------------------------------------------------ | ------------------------------------------------------------------------------ | ------------------------------------------------------------------------------ | ------------------------------------------------------------------------------ | ------------------------------------------------------------------------------ | ------------------------------------------------------------------------ | ------------------------------------------------------------------------ | ------------------------------------------------------------------------ | ------------------------------------------------------------------------ |
| Overgrootouders                                  | Filips II van Frankrijk (1165-1223) ∞ 1180 Isabella van Henegouwen (1170-1190) | Filips II van Frankrijk (1165-1223) ∞ 1180 Isabella van Henegouwen (1170-1190) | Alfons VIII van Castilië (1155-1214) ∞ 1170 Eleonora van Engeland (1162-1214)  | Alfons VIII van Castilië (1155-1214) ∞ 1170 Eleonora van Engeland (1162-1214)  | Hendrik I van Brabant (1160-1235) ∞ Mathilde van Boulogne (±1161–1210)   | Hendrik I van Brabant (1160-1235) ∞ Mathilde van Boulogne (±1161–1210)   | Filips van Zwaben (1177-1208) ∞ 1197 Irena Angela (1181-1208)            | Filips van Zwaben (1177-1208) ∞ 1197 Irena Angela (1181-1208)            |
| Grootouders                                      | Lodewijk VIII van Frankrijk (1187-1226) ∞ 1200 Blanca van Castilië (1188-1252) | Lodewijk VIII van Frankrijk (1187-1226) ∞ 1200 Blanca van Castilië (1188-1252) | Lodewijk VIII van Frankrijk (1187-1226) ∞ 1200 Blanca van Castilië (1188-1252) | Lodewijk VIII van Frankrijk (1187-1226) ∞ 1200 Blanca van Castilië (1188-1252) | Hendrik II van Brabant (1207-1248) ∞ Maria van Zwaben (1201-1235)        | Hendrik II van Brabant (1207-1248) ∞ Maria van Zwaben (1201-1235)        | Hendrik II van Brabant (1207-1248) ∞ Maria van Zwaben (1201-1235)        | Hendrik II van Brabant (1207-1248) ∞ Maria van Zwaben (1201-1235)        |
| Ouders                                           | Robert I van Artesië (1216-1250) ∞ 1200 Machteld van Brabant (1224-1288)       | Robert I van Artesië (1216-1250) ∞ 1200 Machteld van Brabant (1224-1288)       | Robert I van Artesië (1216-1250) ∞ 1200 Machteld van Brabant (1224-1288)       | Robert I van Artesië (1216-1250) ∞ 1200 Machteld van Brabant (1224-1288)       | Robert I van Artesië (1216-1250) ∞ 1200 Machteld van Brabant (1224-1288) | Robert I van Artesië (1216-1250) ∞ 1200 Machteld van Brabant (1224-1288) | Robert I van Artesië (1216-1250) ∞ 1200 Machteld van Brabant (1224-1288) | Robert I van Artesië (1216-1250) ∞ 1200 Machteld van Brabant (1224-1288) |